# 目刺
目刺（目刺し、めざし）は、干物の一種。
カタクチイワシやウルメイワシなどのイワシ類の小魚を塩漬けした後、目から下あごへ竹串やワラを通して数匹ずつ束ね、乾燥させたもの。通常はそのままではなく、焼いて食べる。
刺し方については他にも両眼を左右に通したり、眼窩を通さず下あごから口へ刺すもの（頬刺しとも呼ばれる）もある。
九州、特に大分県や宮崎県においては、しばしば唐人干（とうじんぼし）と呼ばれる。
日本の創作文化等においては、「貧しい食卓」の象徴として、「目刺一尾のみが白米のおかず」という演出が多くなされる。また「目刺」は春の季語のひとつでもある。